# Garret Driller
Garret Driller (24 agosto 1996) è un ex sciatore alpino statunitense.

## Biografia
Specialista delle prove tecniche attivo dal dicembre del 2011, in Nor-Am Cup Garret Driller ha esordito il 23 novembre 2013 a Loveland in slalom gigante, senza completare la prova, e ha colto quattro podi, tutti in slalom speciale: il primo il 4 gennaio 2017 a Stowe Mountain (2º), l'ultimo il 23 novembre 2021 a Copper Mountain (3º). Ha disputato la sua unica gara in Coppa del Mondo il 12 dicembre 2021 a Val-d'Isère nella medesima specialità, senza completare la prova, e ha preso per l'ultima volta il via in Nor-Am Cup il 4 marzo 2023 a Burke Mountain in slalom gigante (22º); si è ritirato nell'aprile dello stesso anno. Non ha preso parte a rassegne olimpiche o iridate.

## Palmarès

### Nor-Am Cup
- Miglior piazzamento in classifica generale: 12º nel 2019 e nel 2020
- 4 podi:
  - 1 secondo posto
  - 3 terzi posti

### Australia New Zealand Cup
- Miglior piazzamento in classifica generale: 13º nel 2023
- 1 podio:
  - 1 terzo posto

### Campionati statunitensi
- 2 medaglie:
  - 1 argento (slalom speciale nel 2019)
  - 1 bronzo (slalom speciale nel 2021)